# Платонічне кохання
Платонічне кохання — це тип кохання, в якому сексуальне бажання або романтичні риси відсутні або були сублімовані, але це більше, ніж проста дружба.
Термін походить від імені грецького філософа Платона, який описав кохання, що обертається навколо одностатевих стосунків і включив у ці міркування стать, хоча сам філософ ніколи не використовував цей термін. Але значення виразу зазнало змін у період Ренесансу (XV–XVI століття) і тепер він означає кохання без статевих зносин до людей будь-якої статі.
Платонічна любов, як її винайшов Платон, стосується підвищення рівня близькості до мудрості та справжньої краси, від плотського потягу до окремих тіл до потягу до душ і, зрештою, єднання з істиною.
Платонічному коханню протиставляється романтичне кохання.

## Історія
Вираз походить від імені давньогрецького філософа Платона (427-348 до н. е.), який у своєму творі у вигляді діалогу під назвою «Бенкет» вклав міркування про такого роду кохання у вуста персонажа на ім'я Павзаній. Цей персонаж розуміє під нею любов «ідеальну» — суто духовну.
Він пояснює можливість відчути зародження і розвиток кохання у його двоїстій природі: статевий потяг і асексуальність. Особливе значення має монолог Сократа, в якому йдеться про ідею платонічного кохання, висловленою пророчицею Діотімою, яка показала його значення як сходження до споглядання божественного. Для Діотіми і Платона зазвичай найправильніший спосіб застосування людської любові — це направити свій розум на божественну любов.

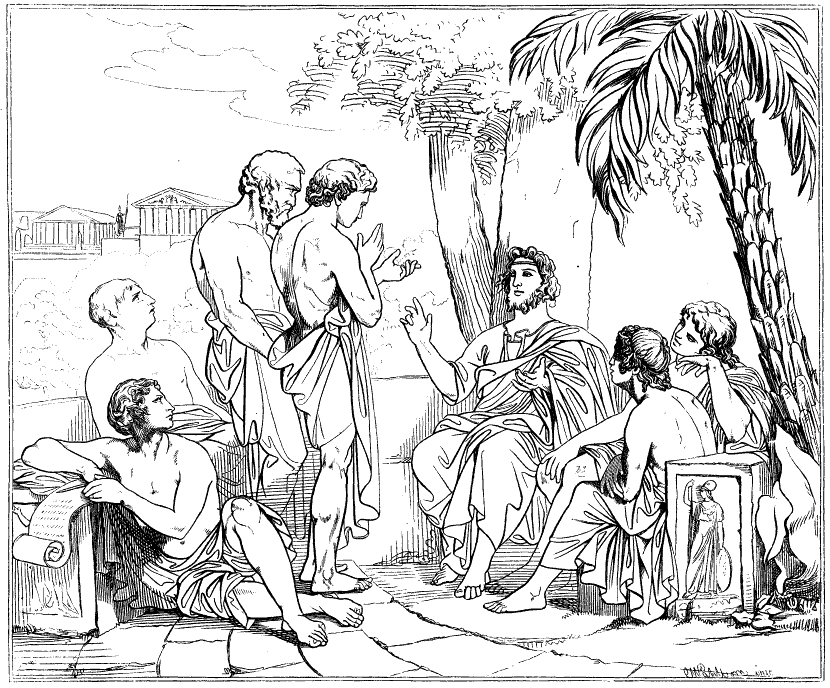
Платон серед учнів

Якщо казати коротко, зі справжньою платонічною любов'ю, гарна або чарівна інша людина надихає розум і душу і звертає увагу закоханого на світ духовний. У «Бенкеті» Платона Сократ пояснює два види кохання: Низький Ерос — звичайне кохання, або кохання земне, і Божественний Ерос або божественна любов. Звичайне кохання не має нічого крім фізичного потягу до гарного тіла заради фізичної насолоди і природного відтворення. Кохання божественне починається з фізичного потягу, тобто з потягу до форми тіла, але поступово переходить у любов до Вищої Краси. Це визначення божественної любові пізніше стало визначенням платонічного кохання. Цей термін також існує в суфізмі, хоча слово часто використовується для визначення його як "справжнього кохання"[прояснити] (перс. عشق حقیقی).
У Середньовіччі виник новий інтерес до Платона, його філософії і до його погляду на любов. Це сталося завдяки Пліфону під час собору Феррари та Флоренції в 1438-1439 роках. Пізніше, 1469 року Марсіліо Фічіно розвинув теорію про нео-платонічну любов, де він визначає любов як індивідуальну здатність людини, яка веде її душу до космічних процесів і високих духовних цінностей, і до ідеї про рай.
Англійський термін сходить до твору «Платонічні коханці» Вільяма Давенанта (виданий 1635 року). В ньому він критикує філософію платонічного кохання, яка була модним явищем при дворі Карла I, особливо в колі спілкування Королеви Генрієтти Марії, дружини Короля Карла I. Платонічне кохання було темою деяких придворних маск'ю, що з'явилися в Каролінську Епоху, хоча мода незабаром зійшла нанівець під тиском соціальних і політичних змін.